# 木村花代
木村 花代 （きむら はなよ、1977年11月28日 - ）は日本のミュージカル女優。
大阪府守口市出身、LIBERTE所属。以前は劇団四季およびグランアーツに所属してた。

## 経歴
大阪府立守口北高校3年生の夏、劇団四季のオーディションを受けるが不合格となる。
その後1年間、松下電器の下請け工場でアルバイトをしながらレッスン漬けの浪人生活を経て、1997年に劇団四季研究所に入所。
1998年に『美女と野獣』のアンサンブルで初舞台を踏み、その後同演目のヒロイン・ベル役でも出演。
『マンマ・ミーア!』のソフィ役、『コーラスライン』のディアナ役などを演じ、『夢から醒めた夢』の2002年版のCDではマコ役でレコーディングにも参加。
2007年2月『クレイジー・フォー・ユー』でヒロイン・ポリー役、同年11月『オペラ座の怪人』ヒロイン・クリスティーヌ役デビューを果たす。
2009年1月『アルデールまたは聖女』ナタリー役で入団後初めてストレートプレイの舞台に立つ。『ウィキッド』の同年4月11日版のプログラムよりグリンダ役にキャスティングされ、同年8月8日にデビュー。
2010年『キャッツ』ジェリーロラム＝グリドルボーン役を最後に劇団四季を退団。その後約1年間「hana」名義でソロライブ活動を行った。
2011年12月31日に劇団四季の基本出演契約が終了。2012年2月4日より三越劇場で開幕する初の外部出演ミュージカル『パルレ』のヒロイン（Wキャスト）で女優活動を再開。
2012年7月1日にめぐろパーシモンホールを皮切りに2013年1月末まで、新演出になり全国を巡るミュージカル『ミス・サイゴン』では、エレン役にシングルキャストで出演。
スケジュールの合間を縫い、年に数回ソロライブを実施している。2013年8月にはデビュー15周年を記念しSTB139にてコンサートを開催。ゲストは笹本玲奈。
2014年ニューヨークカーネギーホールにてIFAフラワーアレンジメント協会主催のショーに出演。ゲストアーティストとして9曲を披露
2015年、2016年に丸美屋ミュージカル「アニー」のグレース役として東京公演、全国ツアーに出演。
2016年4月に「はなみ好きの会」は解散し、正式グランアーツ所属俳優となった。
2017年5月に「Youth Theatre Japan」主催の歌唱コンクール「English Vocal Election」の審査員を務める。
2024年12月末の業務提携期間満了をもってグランアーツを退所し、2025年1月1日からLIBERTEへ所属することとなった。

## 人物
- 樋口麻美、高倉恵美、鈴木涼太らは研究所同期。
- 元夫は同じく元劇団四季団員の奈良坂潤紀。
- ニックネームは、「はな」「花ちゃん」「はなさん」「はなたん」 ｢はーたん｣。
- 退団以降のマネジメント業務に関しては当時の夫が代表を務める「はなみ好きの会」と、有限会社グランアーツが業務提携を結んでいた。[6]

## 主な出演作品

### 舞台

#### 劇団四季所属時代
- エルコスの祈り（エルリック・コスモス）
- 人間になりたがった猫（ジリアン）
- ふたりのロッテ（イレーネ）
- 夢から醒めた夢（ピコ、マコ）
- キャッツ（ジェリーロラム=グリドルボーン）
- ミュージカル異国の丘（宋愛玲）
- 美女と野獣（ベル）
- マンマ・ミーア!（ソフィ・シェリダン）
- コーラスライン（ディアナ、ヴァル）
- 壁抜け男（イザベル）
- クレイジー・フォー・ユー（ポリー・ベーカー）
- ウェストサイド物語（マリア）
- ジーザス・クライスト＝スーパースター（マグダラのマリア）
- オペラ座の怪人（クリスティーヌ・ダーエ）
- 劇団四季 ソング&ダンス55ステップス（ヴォーカルパート）
- アルデールまたは聖女（ナタリー）
- ウィキッド（グリンダ）

#### 劇団四季退団後
2012年
- パルレ 〜洗濯〜（ナヨン）
- ミス・サイゴン（エレン）

2013年
- ミス・サイゴン（エレン）
- LOVE LETTERS（メリッサ）
- アイ・ハヴ・ア・ドリーム（ジャネット）
- BROADWAY MUSICAL LIVE 2013
- ひめゆり（上原婦長）
- ズボン船長（ケンの母）
- UTA・IMA・SHOW
- Oridinary days（クレア）
- Sound Horizon Revo's Halloween Party in さいたまスーパーアリーナ（ケイト）
- 三ツ星キッチン TOMORROW home
- 華麗なるクリスマスコンサート

2014年
- Love Chace（シアタークリエ）
- ミス・サイゴン（エレン）

2015年
- 氷刀火伝
- LIVE AIR LINE
- アニー（グレース）
- ひめゆり（上原婦長）
- 若草物語（マーチ夫人）

2016年
- アニー（グレース）
- グレイトギャツビー（マートル）

2017年
- キューティ・ブロンド（ブルック[7]）
- 星の王子さま （薔薇、キツネ、ヘビほか）

2018年
- Play a Life
- メリー・ポピンズ（ウィニフレッド・バンクス）
- DRAMATIC MUSICAL COLLECTION 2018
- シャンポーの森で眠る（シルビネの妻）
- シスター

2021年
- 楽屋－流れ去るものはやがてなつかしき　（女優Ｄ）

2022年
- メリー・ポピンズ（ウィニフレッド・バンクス）[注釈 1][8]

2023年
- 最高のオバハン　中島ハルコ

2024年
- 王様と私（チャン王妃）
- ハリー・ポッターと呪いの子（ハーマイオニー・グレンジャー）[9]

2025年
- Play a Life 10周年記念公演[10]

2026年
- メリー・ポピンズ（ウィニフレッド・バンクス）[注釈 1][11]

### テレビ番組
- TBS『いのちの響』（2005年）
- フジ『FNS歌謡祭』 （2018年）

### CD
- 夢から醒めた夢 - マコ役
- しあわせのカケラ 〜デビュー15周年記念CD〜
- Sound Horizon『ハロウィンと夜の物語』（ボーカル・コーラス・ボイス）
- Change of Flower デビュー20周年記念CD

### CM
- 丸美屋